# Chiari
Chiari là một đô thị thuộc tỉnh Brescia trong vùng Lombardia ở Ý. Đô thị này có diện tích 38 km², dân số thời điểm 31 tháng 12 năm 2004 là 18.046 người.
Đô thị này giáp với các đô thị sau: Castelcovati, Castrezzato, Coccaglio, Cologne (Italie), Comezzano-Cizzago, Palazzolo sull'Oglio, Pontoglio, Roccafranca, Rudiano, Urago d'Oglio.